# Nihad Fetić Hakala
Nihad Fetić, poznatiji kao Hakala (Zenica, 1963), bosanskohercegovački je narodni pjevač, popularan na teritoriji bivše Jugoslavije.
Hakalin muzički stil je folk muzika i moderni turbo-folk.

## Karijera
Početak Hakaline muzičke karijere datira iz 1984. godine, kada se pridružio kulturnoj zajednici ’Ričice’ iz Zenice i osnovao bend ZOV sa pet ljudi iz iste kulturne asocijacije. Kao glavni vokal grupe ZOV, on i njegovi članovi su nastupali kao amaterska grupa u brojnim restoranima i diskotekama u Zenici, ali nisu postigli mnogo uspjeha.
Ubrzo nakon izbijanja rata u BiH 1992. godine, Fetić je emigrirao u Njemačku. Iste godine potpisao je za kuću HALIX i snimio svoj prvi album Skitnica velegradskih ulica, koji je 1993. godine došao na tržište i imao veliki uspjeh. Posebno, pjesme Skitnica velegradskih ulica, Umri u samoći i Šta ću kad je volim su mu najprije u Bosni i Hercegovini pomogli da stekne veliku popularnost. Nedugo poslije, njegove pjesme su takođe postale veliki hitovi u Srbiji, tako da su neki muzičari iz ove zemlje sami snimili te pjesme — npr. Aca Lukas, koji je na svom albumu 1998. godine reinterpretirao pjesmu Umri u samoći (na ekavici; prvi je ovu pjesmu otpjevao Bratislav Bata Zdravković 1989).
Godine 1994. izašao je Hakalin drugi album pod naslovom Da sam te volio, koji je potvrdio uspjeh njegovog prvog albuma. Posebno kroz pjesme Kafandžija i Da sam te volio ponovo je postao slušan u BiH i Srbiji. Od tada, pjesma Kafandžija je, takoreći, postala njegova „lična karta”.
Godinu dana kasnije prebacio se u bh. izdavačku kuću INTAKT Records i vratio u Zenicu — nakon što je završio rat u Bosni —, nakon čega je radio u Sarajevu, gdje je do 2005. izdao još pet albuma.
Godine 2005. preselio se u Bijeljinu u izdavačku kuću VIP Productions i snimio još dva albuma — pod naslovima 100% (Sto posto) i drugi bez glavnog naslova (2007).
Nakon ponovnog osnivanja nove velike izdavačke kuće i istoimenog emitera u BiH OTV Valentino promijenio je sredinom 2008. godine izdavača i prešao u Valentino Records. Ovdje je snimio dva albuma: Dar mar (2010) i Žaoka (2012). Potom je prešao u Grand produkciju i izdao album Hakala (2015).
Hakala održava redovne koncerte u Sloveniji, Njemačkoj, Austriji i Švajcarskoj pored onih na Zapadnom Balkanu, jer je zastupljen veliki broj bosanskohercegovačkih migranata u ovim zemljama koji žele da čuju njegove pjesme i sjete se svoje prošlosti.

## Privatni život
Nihad Fetić je oženjen od 1988. godine i ima tri kćerke sa suprugom.

## Diskografija
Albumi
- Skitnica velegradskih ulica (1993)
- Ja sam te volio (1994)
- Kako mi je tako mi je (1996)
- I da krenem iz početka (1998)
- Zalud živim bez tebe (2000)
- Dvadeset i dvije zore (2002)
- Moj grad (2004)
- 100% [To sam ja] (2005)
- Ruka u ruci (2007)
- Hakala (2009)
- Dar mar (2010)
- Žaoka (2012)
- Da sam umro (2014)
- Hakala (2015)

## Spoljašnje veze
- Zvanični veb-sajt (ugašen; arhiva)
- Nihad Fetić Hakala na sajtu  (jezik: engleski)
- Plejlista sa 109 Hakalinih pjesama, uključujući novije na sajtu  (mnogi snimci su blokirani u pojedinim zemljama ili obrisani)